# Todd Widom
Todd Widom (* 24. April 1983 in Coral Springs, Florida) ist ein ehemaliger US-amerikanischer Tennisspieler.

## Karriere
Mit 7 Jahren begann Widom mit dem Tennisspielen. In den USA erreichte er bei den unter 16-Jährigen ein Ranking von Platz 5, bei den unter 18-Jährigen stand er auf dem ersten Platz. Er bekam ein Stipendium von der University of Miami, wo er College Tennis spielte. In seinem Team sowie der Conference, in der die Uni spielte, wurde er jeweils als MVP ausgezeichnet. Dabei war er in seinem Team stets an Platz 1 gesetzt.
In seiner Karriere hatte Widom mit einigen Krankheiten zu kämpfen. Er hatte Augenkrebs, zwei Knieverletzungen sowie eine Entzündung des Ellenbogens.
In seinem ersten Profijahr 2003 gewann er zwei Titel auf der ITF Future Tour, sodass er in die Top 400 der Tennisweltrangliste einzog. Ein Jahr später zog er beim Turnier der ATP Challenger Tour in Denver erstmals in ein Halbfinale ein, wo er mit Ramón Delgado erstmals einen Top-200-Spieler besiegte. Dadurch zog er in die Top 300 ein und spielte fortan hauptsächlich Challengers. Sein erstes Turnier auf der ATP Tour spielte er Anfang 2005 in Delray Beach, wo er eine Wildcard erhielt. In seinem ersten Match auf dem Niveau gewann er gegen den Franzosen Olivier Mutis, ehe er Kevin Kim in der zweiten Runde unterlag. Kurz darauf gewann er seinen dritten und letzten Future-Titel. Kurz vor Ende des Jahres zog er in Orlando in sein erstes Challenger-Finale ein. Anfang 2006 gewann Widom abermals in Delray Beach in der ersten Runde gegen den Weltranglisten-57. Wesley Moodie und schied in der nächsten Runde aus. Er war am 7. August des Jahres mit Platz 200 am höchsten im Einzel notiert. Im Doppel stand er in diesem Jahr dreimal bei Challengers im Finale und gewann in Nouméa und Busan den Titel.
2007 stand er in Caloundra ein weiteres Mal im Challenger-Finale, doch verlor gegen Joseph Sirianni. Im Doppel gelang ihm 2008 in Tunica Resorts, Bradenton, Aptos der Finaleinzug, aber nur in Winnetka gewann er auch den Titel, seinen dritten und letzten. Ende 2009 konnte er mit Rang 162 seinen Bestwert im Doppel erreichen. Seinen größten Erfolg errang Widom zum Ende seiner Karriere. Beim ATP-Turnier in San José gewann er seine drei Matches in der Qualifikation und stand so im Hauptfeld. Dort besiegte er in der ersten Runde mit Robby Ginepri (ATP 44) seinen am höchsten notierten Kontrahenten in seiner Karriere. Danach schlug er Taylor Dent und unterlag im Viertelfinale Radek Štěpánek mit 7:5, 0:6, 0:6. Wenig später kämpfte er sich ebenfalls durch die Qualifikation von Indian Wells, einem Turnier der Masters-Kategorie. Auch hier gewann er im Hauptfeld mit Iván Navarro gegen einen deutlich höher notierten Gegner, bevor David Ferrer seinen Lauf beendete. Die meiste Zeit seiner Karriere konnte sich Widom in den Top 300 der Welt halten.
2010 beendete er nach den Australian Open wegen einer erneuten Verletzung seine Karriere. Nach seiner aktiven Zeit begann er als Tennistrainer zu arbeiten. Er betreibt mit TW Tennis eine Tennisakademie in Südflorida.

## Erfolge
| Legende (Anzahl der Siege)  |
| Grand Slam                  |
| ATP World Tour Finals       |
| ATP World Tour Masters 1000 |
| ATP World Tour 500          |
| ATP World Tour 250          |
| ATP Challenger Tour (3)     |

### Doppel

#### Turniersiege
| Nr. | Datum          | Turnier  | Belag     | Partner        | Finalgegner                       | Ergebnis          |
| --- | -------------- | -------- | --------- | -------------- | --------------------------------- | ----------------- |
| 1.  | 8. Januar 2006 | Nouméa   | Hartplatz | Alex Bogomolow | Lars Burgsmüller Denis Gremelmayr | 3:6, 6:2, [10:6]  |
| 2.  | 11. Juni 2006  | Busan    | Hartplatz | Scott Lipsky   | Robert Kendrick Cecil Mamiit      | 6:3, 6:72, [10:7] |
| 3.  | 6. Juli 2008   | Winnetka | Hartplatz | Michael Yani   | Chen Ti Jose Statham              | 6:2, 6:2          |